# Герб Пирятина
Герб Пиря́тина — офіційний геральдичний символ міста Пирятина Полтавської області, затверджений сесією Пирятинської міської ради 7 квітня 2004 року. У щиті золотий лук, обернений додолу, з натягнутою золотою стрілою на червоному тлі.

## Короткі відомості
У 1592 році король Сигізмунд ІІІ надав Пирятину магдебурзьке право і герб: в червоному полі натягнутий золотий із стрілою лук.

## Російський герб
Герб російського імперського періоду був затверджений 4 червня 1782 році на основі старого герба — в червоному полі натягнутий золотий з стрілою лук. Альтернативний проєкт Б. Кене розроблений 26 січня 1865 додавав до щита герб Полтавської губернії з імперськими регаліями, знаками перемоги російських військ над шведсько-козацькими арміями у Полтавській битві. Проєкт Кене обтяжував основний малюонок срібною міською короною з трьома вежками та обрамований двома золотими колосками, оповитими Олександрівською стрічкою.

## Сучасний герб
Сучасний герб Пирятина — зображення золотого натягнутого лука зі стрілою на червленому щиті. Затверджено сесією Пирятинської міської ради 7 квітня 2004 року. Продовжуючи традиції минулих поколінь щодо існуючої символіки міста з історичних часів, враховуючи пропозиції громадськості, залишено герб у тому варіанті, який був наданий місту у 1592 році привілеєм польського короля Сигізмунда ІІІ та існував до 1917 року. Герб має форму щита, який обрамлений золотою смугою. 
На малиновому полі, що символізує козацьку могутність, хоробрість, єдність, піднесений настрій та любов, зображений золотий натягнутий лук зі стрілою вістрям униз. Елементи герба вказують на історичну роль міста в обороні рідних земель.

## Галерея

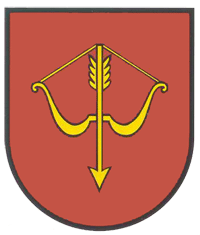
Герб часів Речі Посполитої і Гетьманщини
Герб російського періоду
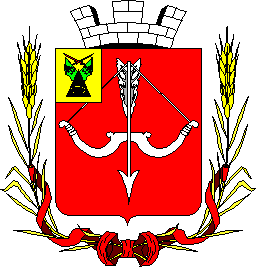
Проєкт Б. Кене